# Brigitte Röder (Psychologin)

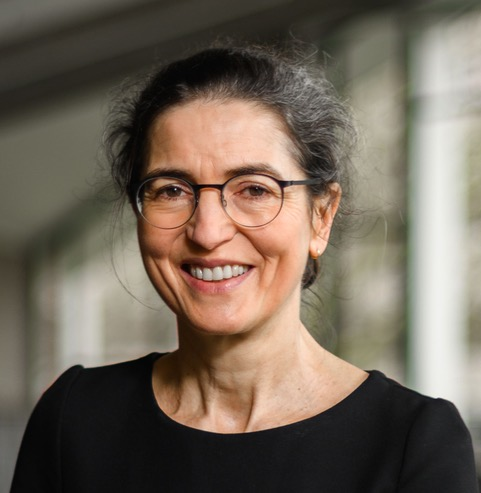
Brigitte Röder (2020)

Brigitte Röder (* 12. April 1967 in Hermeskeil) ist eine deutsche Psychologin und Neuropsychologin. Sie ist Professorin für Psychologie und Neuropsychologie an der Universität Hamburg und wurde für ihre Forschungstätigkeit im Jahr 2014 mit dem Gottfried-Wilhelm-Leibniz-Preis ausgezeichnet.

## Lebensweg
Nach ihrem Abitur 1986 in Hermeskeil studierte Brigitte Röder Psychologie an der Philipps-Universität Marburg und erhielt 1991 ihr Diplom. 1995 promovierte sie ebendort und erlangte 2002 ihre Habilitation. Seit 2003 ist sie Professorin für Biologische Psychologie und Neuropsychologie an der Universität Hamburg, seit 2023 zusätzlich Gastprofessorin am LV Prasad Eye Institute in Hyderabad (Indien).

## Forschungsschwerpunkte
Brigitte Röder ist überzeugte Grundlagenforscherin. Sie verbindet dabei die Themen Entwicklungspsychologie, Kognitionspsychologie und kognitive Neurowissenschaft. Sie erforscht, wie sich das Gehirn während der Entwicklung durch Lernprozesse verändert und anpasst (neuronale Plastizität, Lernplastizität). Ein weiterer Forschungsschwerpunkt ist die crossmodale Verarbeitung verschiedener Sinnessysteme (Multisensorik).
Weiterhin erforscht Röder Mechanismen des multisensorischen Lernens. Sie untersucht dafür, wie unterschiedliche Sinnessysteme zusammenwirken und vom Gehirn verarbeitet werden. In einer Studie konnte sie nachweisen, wie sich bei blinden Menschen, die für das Sehen zuständigen Gehirnareale umorganisieren und dadurch andere Sinnessysteme gestärkt werden.
Ein weiterer Forschungsschwerpunkt ist die funktionelle Organisation des Gehirns und was diese für das Lernen und Lernprozesse bedeutet. Zudem untersucht sie, wie neuronale Plastizität in der Entwicklung und im Erwachsenenalterinteragieren und wie Lernplastizität im erwachsenen System gefördert werden kann.

## Auszeichnungen
Röders Dissertation wurde 1996 von der Deutschen Gesellschaft für Psychologie mit dem Heinz-Heckhausen-Jungwissenschaftlerpreis ausgezeichnet. 2002 erhielt sie den Biologie-Preis der Akademie der Wissenschaften zu Göttingen für ihre Arbeit Neurowissenschaftliche Untersuchungen über Auswirkungen von Erblindung auf kognitive Leistungen und deren neuronale Grundlagen. 2014 wurde ihr der Gottfried-Wilhelm-Leibniz-Preis zugesprochen. 2018 erhielt sie den Hector Wissenschaftspreis, 2020 die Wilhelm-Wundt-Medaille.

## Mitgliedschaften
- Akademie der Wissenschaften in Hamburg
- Deutschen Akademie der Naturforscher Leopoldina.[5]
- Deutsche Gesellschaft für Psychologie (DGPs)
- Deutsche Gesellschaft für Psychophysiologie und ihre Anwendung (DGPA)

## Schriften
- Ereigniskorrelierte Potentiale als Indikatoren neuronaler Plastizität bei blinden Menschen, 1995.
- Compensatory plasticity in blind humans, 2002.